# Юрий Савичев
Юрий Савичев е бивш руски футболист. Заедно със своят брат-близнак Николай са едни от най-известните футболисти на Торпедо Москва в края на 80-те години. Юрий е олимпийски шампион с националния тим на СССР през 1988.

## Кариера
Кариерата му започва във ФШМ Москва, където играе заедно с брат си Николай. През 1984 двамата преминават в Торпедо. В 1986 печели купата на СССР и попада под номер 2 в „Списък 33 най-добри“. Сезон 1988 е може би най-успешният в кариерата на Савичев. Той става бронзов медалист в шампионата на СССР, олимпийски шампион с националния отбор (Юрий вкарва победният гол на финала) и отново е номер 2 в „Списък 33 най-добри“. Също така си печели място в националния тим на СССР. На 28 април 1989 играе за СССР в контрола със сборен отбор на света. През 1990 Олег Блохин взима Савичев в Олимпиакос. Въпреки че играе в чужбина, Юрий губи мястото си в националния отбор, като изиграва едва 8 срещи. През 1992 напуска гръцкият тим поради неуредени заплати. През юли 1992 е взет от Саарбрюкен, който по това време се намира в Първа Бундеслига. През 1993 отборът изпада във 2 бундеслига, но Савичев остава и в 35 мача вкарва 12 попадения. През 1994 е взет от Санкт Паули за 500 000 марки. Юрий става един от най-добрите играчи на „пиратите“, където остава до 1999. В последните си сезони като футболист е измъчван от тежки контузии, които го карат да спре с футбола. Работи като помощник-треньор във ФК Ниндорф.